# Стоян Стоянов (музикант)
 Тази статия е за музиканта Стоян Стоянов.  За други хора с това име вижте Стоян Стоянов.  
Стоян Георгиев Стоянов е български кларнетист и музикален педагог.
Роден е в семейството на учители в Силистра. През 1932 година завършва специалност кларнет в класа на Никола Стефанов в Държавната музикална академия. След дипломирането си работи в професионални оркестри като първи кларнетист и развива активна музикално-обществена дейност.
По-късно Стоянов се присъединява към Царския военен симфоничен оркестър, свири в камерния радиооркестър и оркестъра на Радио София за народна музика, наречен „Народната седморка“.
През 1943 година е назначен за доцент в Академията, а през 1947 година става редовен професор и ръководител катедрата по духови инструменти и камерна музика. Създава цяла школа в обучението по кларнет и негови ученици стават водещи изпълнители и педагози. В периода от 1945 до 1947 година Стоян Стоянов е ректор на Академията.
През 1947 година е назначен за директор на Софийската народна опера.
Автор е на множество публицистични статии.
Негов ученик е професор Сава Димитров (1919-2008).